# Мартьянов, Николай Михайлович
Никола́й Миха́йлович Мартья́нов (15 [27] июля 1844, 27 июля 1844 или 15 июля 1844, Виленская губерния — 30 ноября [13 декабря] 1904, 13 февраля 1904 или 30 ноября 1904, Минусинск, Енисейская губерния) — провизор, ботаник, основатель Минусинского публичного музея (ныне Минусинский региональный краеведческий музей им. Н. М. Мартьянова), почётный гражданин города Минусинска.

## Биография
Николай Мартьянов — сын виленского лесного объездчика Михаила Мартьянова. Окончил курсы помощников провизоров при медико-хирургической академии в Санкт-Петербурге (1865), курсы провизоров при Московском университете (1872). Работал помощником провизора в аптеках Царского Села, городов Москвы, Санкт-Петербурга. В 1872 году Мартьянов получил звание провизора и переехал в Казань. Здесь благодаря Казанскому университету, он находит благоприятную почву для реализации своего призвания. Вскоре он стал членом университетского общества естествоиспытателей, выступал с научными докладами на его заседаниях, опубликовал свои первые статьи по результатам самостоятельного обследования местной флоры. Однако, Мартьянова привлекала дикая, неисследованная природа, возможность стать первооткрывателем. Поэтому, когда он получил предложение минусинского врача А. В. Малинина приехать и поработать в городской аптеке, то почти сразу же согласился.
С 1874 года Мартьянов проживал в Минусинске. Организовал кружок краеведов. Руководил местным музеем (который основал) с 1877 по 1904 гг. Организовал целый ряд научных экспедиций — ботанических (по преимуществу) и этнографических. Мартьянов объехал весь юг Енисейской губернии, Кузнецкий Алатау и Саяны, часть Урянхайского края (ныне — Тува). Собрал этнографическую коллекцию, отражающую быт и культуру хакасского народа. Мартьянов вёл деятельную переписку с П. П. Семёновым, Н. М. Ядринцевым, Г. Н. Потаниным, В. В. Радловым и др.

Когда в январе 1886 г. в Минусинск приехал Джордж Кеннан, он первый свой визит нанёс Н. М. Мартьянову. Как впоследствии вспоминал Кеннан, 
Мартьянов встретил нас доброжелательно. Он, оказывается, знал о нашем путешествии из томских и иркутских газет, но уже опасался, что мы вернемся в С.-Петербург, не посетив Минусинск. Мы ответили, что не думали покидать Сибирь, не осмотрев Минусинского музея и не познакомившись с человеком, чьё имя столь громко знаменито и так почитаемо среди его друзей и среди ученых-натуралистов во всех уголках страны. В Томске, в Красноярске, в Иркутске и даже в С.-Петербурге мы слышали об изумительном музее и предчувствовали огромное удовольствие от посещения его. Мистеру Мартьянову, кажется, было приятно узнать, что о музее всюду говорят. Однако он был скромен и сказал, что боится разочаровать путешественников, знакомых с большими научными коллекциями Америки и Европы, и выразил надежду, что мы примем во внимание трудности, которые пришлось преодолеть, в том числе недостаток денежных средств... Однако, как бы ни было, следует осмотреть его таким, какой он есть, и если у нас есть желание, то он сейчас же проводит нас туда. (...) Минусинский музей, которым гордятся все образованные сибиряки, — прекрасная иллюстрация результатов, которых можно добиться великой привязанностью к одной цели и упорным, настойчивым трудом для её достижения. Это, в полном смысле слова, создание г-на Мартьянова и представляет, почти исключительно, его личное искусство и труд. Когда он прибыл в Сибирь в 1874 году, в ней, насколько я знаю, не было общественных учреждений подобного рода. Идея способствовать народному просвещению и развитию интереса к науке, создавая и выставляя классифицированные коллекции растений, минералов и археологических памятников, с трудом проникала в умы даже профессиональных ученых. Сразу по приезде в Минусинск, он начал собирать коллекции, уже думая о создании музея. Он не был ни богатым, ни свободным для этих занятий человеком. Наоборот, он всецело зависел от своей маленькой аптеки, и был ограничен во времени, проводя в аптеке большую часть дня. Отказывая себе во сне, поднимаясь рано утром, он мог несколько часов ежедневно уделять науке, и в эти небольшие часы он каждый день собирал коллекции растений и минералов, которые мог найти в часе ходьбы от города. Классифицируя и заботливо приклеивая этикетки гербариям, он отправлял эти коллекции учителям в школы Минусинского уезда, с просьбой побудить школьников собрать подобные простые коллекции в доступных местах, и затем эти экземпляры выслать ему для описания и создания задуманного им музея. Учителя и ученики быстро и охотно отозвались на этот призыв, и через несколько месяцев коллекция растений и камней начала стекаться в маленькую аптеку Мартьянова со всех сторон уезда. Мартьянов собрал в течение 2 лет коллекцию числом около 1500 предметов, относящихся к естественной истории, и небольшую, но разнообразную библиотеку в 1000 с лишним научных книг, которые до этого времени практически нельзя было найти в Сибири. Он сделал официальное предложение передать все материалы городу Минусинску, для пользования всем обществом. Дар был принят. Две комнаты в школьном здании были первым местом для их показа, и музей начал расти. Рост его был стремительным. Образованные горожане Минусинска поддерживали Мартьянова и пожертвовали книги, антропологический материал, всевозможные учебные пособия, а деньги стали поступать со всех уголков города и уезда, и даже из соседних провинций. В 1879 году, спустя только три года после образования, музей насчитывал уже более 6000 предметов, а библиотека содержала около 3100 томов. Во время нашего визита музей был переведен из здания училища в здание, где размещалось городское правление, и занял 6 или 7 комнат, которые опять оказались забиты битком. Коллекции музея классифицированы в 6 отделах: естественная история, этнография, археология, сельское хозяйство, промышленность, учебные пособия.

Встретившись с Мартьяновым, Кеннан вручил ему два письма. Хорошо знавший Мартьянова лично редактор-издатель «Восточного обозрения» Н. М. Ядринцев, писал в рекомендательном письме: 
Дорогой Николай Михайлович! Рекомендую американского путешественника Кеннана, едущего осмотреть Сибирь и её жизнь. Примите его и покажите ему Ваш музей...
 Второе письмо было из Красноярска от Ивана Тимофеевича Савенкова: 
Посылаю Вам письмо с мистером Кеннаном, известным американским путешественником. Он направляется специально осмотреть музей. Его спутник мистер Фрост — прекрасный рисовальщик. Они имеют богатую коллекцию рисунков... Просить Вас о внимании и приеме их считаю излишним, потому что по опыту знаю Ваш радушный и необыкновенный предупредительный характер... Дорого бы дал, чтобы быть в Вашем обществе и пересмотреть новинки музея и библиотеки.
 В том же письме Иван Тимофеевич сообщил, что 
осматривал его (Кеннана) коллекцию орудий каменного века, они признали все виды орудий необыкновенно сходными с орудиями древних аборигенов Северной Америки
.

Николай Мартьянов познакомил американского гостя с минусинцами А. В. Малининым, И. И. Лыткиным, Г. П. Сафьяновым, которые были членами Комитета музея и вносили немалый вклад в успешную его работу. Была организована экскурсионная поездка в Качинскую степь для ознакомления с жизнью инородческого населения. В сопровождении Г. П. Сафьянова путешественники посетили качинские улусы, рисовали и фотографировали быт качинцев. Следует отметить, что занятия в музее и поездки к качинцам были, кроме прочего, хорошим прикрытием для выполнения основной цели Кеннана: встречи с минусинскими политическими ссыльными. 
В четверг, 4 февраля, мы нанесли прощальные визиты политическим ссыльным, а также Мартьянову, Сафьянову и доктору Малинину, которые были настолько добры к нам, что на тройке лошадей отправились проводить нас до дороги в Томск.
 — писал Кеннан.
28 апреля 1886 года в Минусинске был создан комитет по постройке специального здания для музея. В него вошли: Мартьянов, городской голова И. П. Лыткин, Т. Сайлотов, И. Егорычев, И. Макридин, П. Попов, И. Борисов, П. Солдатов, Г. Сафьянов и Л. Плющ. Комитет музея и городской голова Лыткин сделали предложение о строительстве специального здания для музея.
17 мая 1887 г. был отслужен молебен и проведена закладка здания для музея.
В 1890 г. музей расположил коллекции в собственном здании. Во время торжественного открытия музея приветственные речи произнесли основатель музея Н. М. Мартьянов, учитель-инспектор городского училища Л. А. Плющ, представитель Минусинской городской думы Г. П. Сафьянов, депутат красноярской городской думы, Красноярского Музея и общества врачей Енисейской губернии И. А. Матвеев и В. Ю. Григорьев.
Мартьянов состоял членом общества естествоиспытателей при Казанском университете, ИРГО, ИРАО, Императорского минералогического общества, Российского фармакологического общества, Императорского общества любителей естествознания, антропологии и этнографии при Московском университете, Финского археологического общества.
За свои заслуги перед обществом, городом, Сибирью Мартьянов был награждён орденами Св. Станислава II и III степеней, Св. Анны III степени.
Напряжённый труд подорвал его здоровье. В 1904 году Мартьянов выехал на лечение в Крым. Но состояние его продолжало ухудшаться, и 30 ноября 1904 года он умер. Хоронил Мартьянова весь город.

## Семья
- Сын Мартьянов, Николай Николаевич (1893—1984) — эсер, покушавшийся на В.И. Ленина.

## Память
Именем Мартьянова назван основанный им музей, улица в Минусинске, река в Кузнецком Алатау, пик в Западном Саяне.
Памятник на территории Минусинского краеведческого музея, как основателю музея. Скульптор Г. Д. Лавров.
Правнук Николая Михайловича, художник-декоратор Игорь Александрович Мартьянов, создал частную мануфактуру «Мартьянов», которая занимается выпуском натуральных масел и восков для защиты древесины на основе разработанных прадедом рецептов, которые помогли сохранить ценные музейные экспонаты, дошедшие до наших дней.